# Nốt trắng

Nốt trắng và dấu lặng trắng

Nốt trắng (tiếng Anh: minim, half note) là một hình nốt nhạc có trường độ bằng phân nửa nốt tròn và bằng hai lần nốt đen. Đối với nhịp 3/4, 4/4 thì một nốt trắng tương đương hai phách trong một ô nhịp.
Nốt trắng có thân nốt hình bầu dục, rỗng ruột (màu trắng) giống như nốt tròn nhưng lại có thêm đuôi. Ký hiệu có liên quan đến nốt trắng là dấu lặng trắng, có ý nghĩa biểu lộ một khoảng lặng tương đương trường độ của nốt trắng. Dấu lặng trắng có dạng hình chữ nhật đặc ruột (màu đen) nằm ở phía trên dòng kẻ thứ ba trong khuông nhạc.

## Trường độ
Nốt trắng tương đương nửa nốt tròn, hai nốt đen, bốn nốt móc đơn, tám nốt móc kép,...
Trong một ô nhịp của tác phẩm viết theo nhịp phân hai (2/4, 3/4, 4/4) thì một nốt trắng tương đương hai phách. Nếu thêm dấu chấm dôi thì trường độ được kéo dài thêm một nửa.

## Lịch sử
Nốt trắng có nguồn gốc từ nốt minima trong hệ thống ký hiệu nhạc "đo lường được" (mensural notation) thời thế kỷ 13-16. Minima theo tiếng Latinh có nghĩa là "ít nhất" hoặc "nhỏ nhất", bởi lẽ có thời kỳ nốt trắng từng là nốt có trường độ ngắn nhất so với các nốt khác được sử dụng.